# Brasserie Omer Vander Ghinste
La Brasserie Omer Vander Ghinste (en néerlandais : Brouwerij Omer Vander Ghinste) est une brasserie familiale située à Bellegem dans la commune de Courtrai en province de Flandre occidentale (Belgique). On y brasse principalement les marques de bières : Bockor, Jacobins, Max et Omer.
La brasserie s'est appelée brasserie Bockor de 1976 à 2014.

## Histoire
La famille Vander Ghinste brasse depuis la fin du XIXe siècle à Bellegem. C'est précisément en 1892 que Rémi Vander Ghinste achète une brasserie pour son fils Omer. La première bière produite est une bière locale de type vieille brune appelée Ouden Tripel (l’actuelle Vanderghinste Oud Bruin). Elle est distribuée dans les environs en charrette tractée par un cheval. Omer Vander Ghinste épouse Marguerite Vandamme, petite-fille de Felix Verscheure, propriétaire de la brasserie LeFort à Courtrai. Grâce à cette union, la bière d'Omer Vander Ghinste est distribuée dans les bistrots de la ville de Courtrai. La petite histoire raconte qu'Omer Vander Ghinste offrait de coûteux vitraux publicitaires aux cafetiers sur lesquels figurait le nom de sa brasserie (Omer Vander Ghinste). Ce serait pour cette raison que le fils d'Omer s'appellera aussi Omer afin de ne pas devoir remplacer ces vitraux. Plus tard, et sans doute aussi par tradition, les descendants Vander Ghinste qui seront brasseurs auront Omer comme premier prénom. Dans les années 1920, la brasserie construit une tour (encore visible aujourd'hui) et crée une bière de type pils nommée d'abord Ghinst Pils avant de prendre le nom de Bockor dans les années 1930. Entre 1976 et 2014, la brasserie change de nom pour prendre celui de sa principale bière c'est-à-dire la brasserie Bockor. Actuellement, la cinquième génération de cette entreprise familiale est aux commandes de la brasserie avec Omer-Jean Vander Ghinste.
La brasserie fait partie de l'association brassicole Belgian Family Brewers.

## Bières

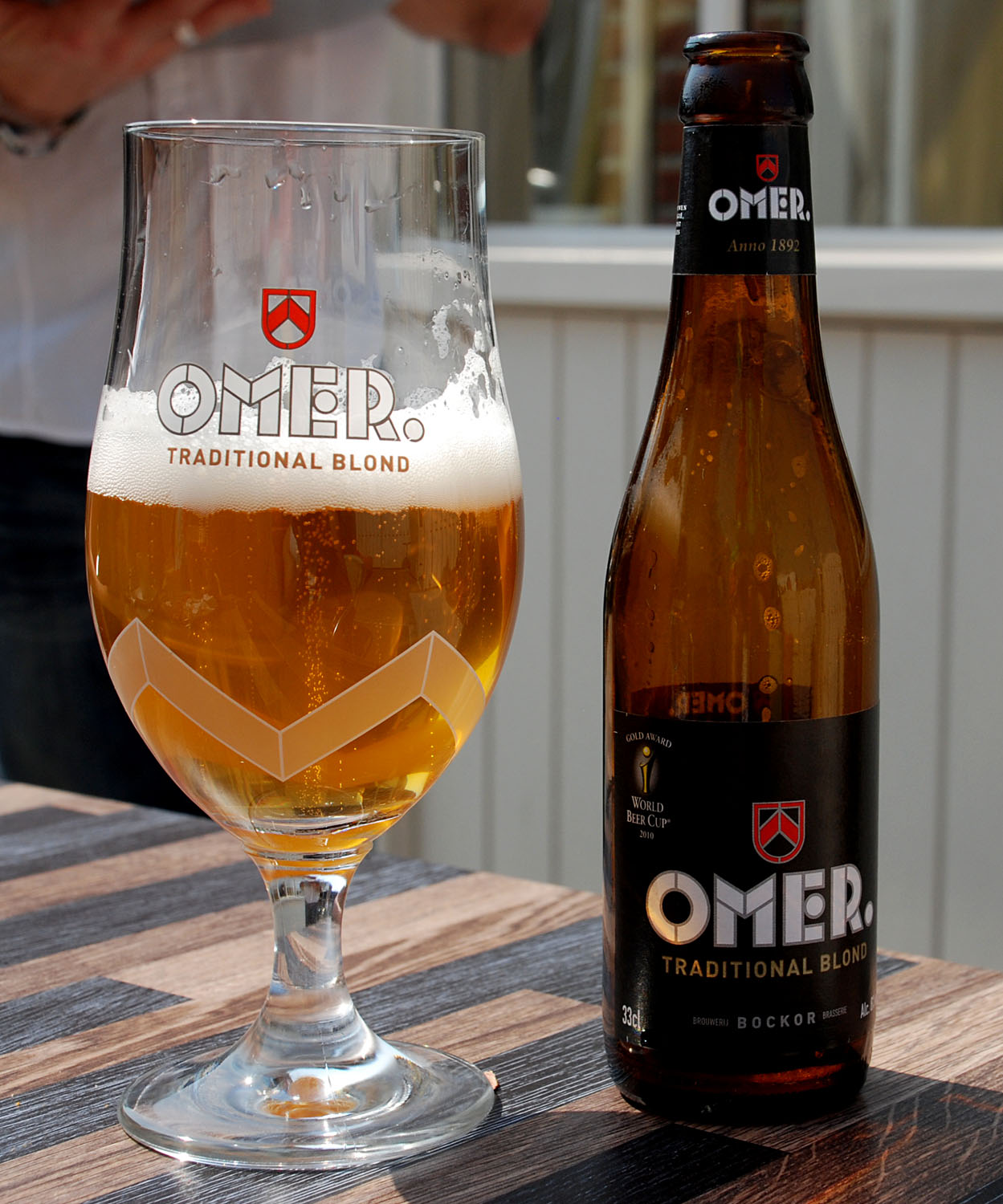
Omer

La brasserie Omer Vander Ghinste a la particularité de produire des bières de tous les types de fermentation : fermentation spontanée (Jacobins et Max), fermentation mixte (VanderGhinste Rood Bruin), fermentation haute (Omer) et fermentation basse (Bockor).
- Bellegems Witbier, bière blanche - 5 %
- BLAUW, bière blonde de type pils - 5,2 %
- Bockor Pils, bière blonde de type pils - 5,2 %
- Brasserie LeFort, bière brune - 8,5 %
- Brasserie LeFort Tripel (blonde) - 8.8 %
- Jacobins
  - Gueuze Jacobins - 5,5 %
  - Kriek Jacobins - 5,5 %
  - Framboise Jacobins - 5,5 %
  - Cuvée des Jacobins (pour l'exportation vers les États-Unis)
- Max
  - Kriek Max - 3,5 %
  - Rosé Max - 4,5 %
- Omer, bière blonde - 8 %
- VanderGhinste Rood Bruin - 5,5 %
- Ypra, bière blonde - 6 %